# Adolfo Calisto
Adolfo Calisto (Barreiro, 1 de enero de 1944-Lisboa,  29 de agosto de 2024) fue un futbolista portugués que jugó en la posición de lateral izquierdo.

## Carrera

### Club
| Periodo   | Club            |
| --------- | --------------- |
| 1960-1962 | FC Barreirense  |
| 1962-1963 | Seixal FC       |
| 1963-1966 | FC Barreirense  |
| 1966–1975 | SL Benfica      |
| 1975–1976 | União Montemor  |
| 1976–1977 | Portimonense SC |

### Selección nacional
Debutó con Portugal el 27 de abril de 1971 en la victoria por 2-0 ante Escocia en la Clasificación para la Eurocopa 1972. Jugó en 15 ocasiones de 1971 a 1973 y anotó un gol, el cual fue el de la victoria por 1-0 ante Argentina en Río de Janeiro, Brasil por la Copa Independencia de Brasil. Su último partido internacional fue el 14 de noviembre de 1973 en el empate 1-1 ante Irlanda del Norte en la clasificación de UEFA para la Copa Mundial de Fútbol de 1974.

## Logros
- Primeira Divisão: 1967–68, 1968–69, 1970–71, 1971–72, 1972–73, 1974–75[2]
- Taça de Portugal:[3] 1968–69, 1969–70, 1971–72
- II Divisão - Zona Sul: 1961-62, 1962-63, 1964-65